# Love Is Madness
Love Is Madness è un singolo del gruppo musicale statunitense Thirty Seconds to Mars, pubblicato il 22 febbraio 2019 come quarto estratto dal quinto album in studio America.

## Descrizione
A differenza della versione pubblicata nell'album, che figura la partecipazione vocale della cantante statunitense Halsey, il brano pubblicato è caratterizzato dalla presenza della cantante italiana Emma.

## Tracce
1. Love Is Madness (feat. Emma) – 3:55